# IC 1511
IC 1511 ist ein Stern im Sternbild Pegasus. Das Objekt wurde am 20. September 1886 von Guillaume Bigourdan entdeckt und wurde wahrscheinlich irrtümlich für eine Galaxie gehalten.